# Лещинин, Василий Андреевич
Василий Андреевич Лещинин (8 августа 1905, дер. Ново-Даниловка, Смоленская губерния,  Российская империя — 3 октября 1983, Одесса, УССР, СССР) — советский военачальник, участник Великой Отечественной войны. Генерал-майор (1943).

## Биография
Василий Андреевич Лещинин в РККА с октября 1927 года. Член ВКП(б). Проходил службу в 80-м стрелковом полку 27-й стрелковой дивизии Белорусского военного округа. С августа 1928 года — курсант Минского пехотного училища, по окончании которого в апреле 1931 года вновь вернулся в свой полк, где был назначен на должность командира взвода. В этом же году был переведен в 16-й отдельный пулемётный батальон. С 1933 года проходил службу в Минском пехотном училище в должностях командира взвода, роты и батальона. С мая 1941 года — исполняющий обязанности старшего помощника начальника Отдела боевой подготовки 13-й армии Западного особого военного округа.

### Во время Великой Отечественной войны
В начале Великой Отечественной войны В. А. Лещинин в той же должности на Западном фронте. 13-я армия вела тяжелые оборонительные бои с соединениями 3-й немецкой танковой группы, отходя за реку Березина в район города Борисов, а затем за реку Днепр на рубежах Копысь и Новый Быхов. Был награждён Орденом Красного Знамени.
В конце июля 1941 года назначен командиром 7-й воздушно-десантной бригады 13-й армии Центрального фронта, которая оборонялась на реках Сож, Судость и Десна. С 30 сентября в составе этой же армии Брянского фронта умело командовал бригадой в Орловско-Брянской оборонительной операции. С ноября того же года в составе Юго-Западного фронта руководил оборонительными боями бригады на Воронежском направлении. С началом наступления под Москвой бригада была задействована в Елецкой наступательной операции. С 24 декабря 1941 года она вновь в составе Брянского фронта вела наступление на Орловском направлении, в ходе которого вышла в район Скородное, Колпны и удерживала его до середины 1942 года. В конце июня бригада под его командованием особо отличилась в ходе Воронежско-Ворошиловградской операции.
В августе 1942 года подполковник назначен командиром 112-го гвардейского стрелкового полка 39-й гвардейской стрелковой дивизии, которая в составе 62-й армии Сталинградского, а с января 1943 года — Донского фронтов участвовала в Сталинградской битве, к ходе которой воины дивизии проявили мужество и героизм.

Командир полка Василий Андреевич Лещинин рассказывал: «Перед КП второго и третьего батальонов мы насчитали по сорок — пятьдесят трупов фашистских солдат. Прорывались сюда и танки. Но и с танками справлялись, подрывали их. Отбившись, комбаты первым делом принимались выяснять, что стало с передним краем, где он теперь. А он — там, где и был, все роты выстояли».— Дважды Герой Советского Союза Маршал Советского Союза Крылов Н. И.  Сталинградский рубеж 

В районе Сталинграда наши войска на отдельных участках контратаками выбили немцев из ряда укреплённых зданий. Гвардейцы под командованием тов. Лещинина в ожесточённом бою истребили 250 немецких солдат и офицеров. Защитники города показывают образцы смелости и находчивости в борьбе с врагом.— Сводка Совинформбюро от 02.11.1942

Тактически грамотный, смелый и инициативный командир. В боях с немецким фашизмом на Донском и Сталинградском фронтах показал умелое руководство полком. За проявленные мужество и отвагу в боях за Сталинград представлен к правительственной награде.— Из характеристики командования.
С февраля 1943 года гвардии полковник В. А. Лещинин — заместитель командира 39-й гвардейской стрелковой дивизии, которая в составе 62-й армии Юго-Западного фронта участвовала в строительстве фронтового оборонительного рубежа на левом берегу реки Оскол. С апреля 1943 года В. А. Лещинин — командир 39-й гвардейской стрелковой дивизии, которая в составе 8-й гвардейской армии отличалась в Изюм-Барвенковской, Донбасской, Запорожской, Днепропетровской операциях и освобождении городов Барвенково, Запорожье, Днепропетровск. В ноябре дивизия вела наступательные бои на Криворожском направлении, а затем занимала оборону севернее города Никополь. В сентябре 1943 года В. А. Лещинину присваивается воинское звание генерал-майор. Дивизия имела на всём протяжении боёв хорошие боевые успехи, за что была награждена Орденом Красного Знамени.
В конце декабря 1943 года В. А. Лещинин назначается командиром 15-й гвардейской воздушно-десантной дивизии, которая до января 1944 года находилась в резерве Ставки ВГК. С 19 января 1944 года — командир 100-й гвардейской стрелковой дивизии, находившейся в составе 37-го гвардейского стрелкового корпуса в резерве Московского военного округа. С июня дивизия в составе 7-й армии Карельского фронта участвовала в Свирско-Петрозаводской операции и освобождении города Лодейное Поле. В марте 1945 года генерал-майор В. А. Лещинин был назначен заместителем командира 75-го стрелкового корпуса 46-й армии 2-го Украинского фронта. В период с 24 апреля по 11 мая — временно командовал этим корпусом, который отличился в Венской и Пражской наступательных операциях. 11 мая корпус вышел на рубеж Ческе-Будеевице, Прогартель. За умелую организацию боевых действий, четкое управление соединениями и частями корпуса, смелое применение обходного манёвра по уничтожению отдельных опорных пунктов врага на территории Чехословакии он был награждён Орденом Суворова 2-й степени.

### Послевоенная служба
После войны, с июля 1945 года, В. А. Лещинин проходил службу в Южной группе войск, командовал 20-й гвардейской стрелковой дивизией, с октября 1945 года — 25-й гвардейской механизированной дивизией, с июля 1946 года — 126-й гвардейской стрелковой дивизией.
С января 1947 года находился на учёбе в Высшей военной академии им. К. Е. Ворошилова, которую окончил в декабре 1948 года. С февраля 1949 года — начальник Оперативного отдела Оперативного управления Главного штаба Войск ПВО СССР. С декабря 1949 года — заместитель командира 2-го гвардейского стрелкового корпуса Прибалтийского военного округа, с февраля 1952 года — заместитель командира 87-го стрелкового корпуса Дальневосточного военного округа (город Южно-Сахалинск). С октября 1953 года — начальник Управления по переподготовке офицерского состава Дальневосточного военного округа, с сентября 1955 года по декабрь 1956 года — командир 32-го стрелкового корпуса.

### В отставке
С января 1956 года Василий Андреевич Лещинин в отставке. Жил на Украине, в городе Одессе. Умер 3 октября 1983 года.

## Награды
- Орден Ленина (1952)[4]
- Орден Красного Знамени (09.08.1941)[5]
- Орден Красного Знамени (06.11.1942)[3]
- Орден Красного Знамени (1947)[4]
- Орден Суворова II степени (26.10.1943)[6]
- Орден Суворова II степени (12.07.1944)[7]
- Орден Красной Звезды (03.11.1944)[4]
- Медаль «За боевые заслуги»
- Медаль «В ознаменование 100-летия со дня рождения Владимира Ильича Ленина»
- Медаль «За оборону Сталинграда»
- Медаль «За победу над Германией в Великой Отечественной войне 1941-1945 гг.»
- Медаль «Двадцать лет Победы в Великой Отечественной войне 1941—1945 гг.»
- Медаль «Тридцать лет Победы в Великой Отечественной войне 1941—1945 гг.»
- Медаль «Ветеран Вооружённых Сил СССР»
- Медаль «30 лет Советской Армии и Флота»
- Медаль «40 лет Вооружённых Сил СССР»
- Медаль «50 лет Вооруженных Сил СССР»
- Медаль «60 лет Вооруженных Сил СССР»
- Иностранные награды.